# 안성 청룡사 금동관음보살좌상
안성 청룡사 금동관음보살좌상(安城靑龍寺金銅觀音菩薩坐像)은 대한민국 경기도 안성시 청룡사에 있는 조선시대의 불상이다. 2000년 3월 24일 경기도의 유형문화재 제170호로 지정되었다.

## 개요
경기도 안성시 서운면 청룡사는 고려 원종 6년(1265) 명본대사가 창건하여 대장암(大藏庵)이라 하던 것을 공민왕 13년(1364) 나옹왕사가 새롭게 고쳐지으면서 이름을 바꾼 사찰이다.
머리는 상투 모양으로 높게 묶은 후 양쪽 어깨로 몇 가닥씩 흘러내리게 하였다. 적당히 살이 올라있는 얼굴에는 눈·코·입이 사실적으로 표현되었으며, 고개를 약간 앞으로 숙이고 있는 모습이다.
옷은 양 어깨에서 마치 깃처럼 한번씩 접혀진 상태로 자연스럽게 흘려내려 배 부분에서 큰 W자의 주름을 나타내고 있다. 하체로 내려온 옷은 양 무릎을 감싸고 무릎 아래서 부드러운 곡선을 그리고 있다.
오른손은 어깨까지 올려 엄지와 중지를 맞대고 손바닥을 밖으로 향하고 있으며, 왼손은 배 부분에서 엄지와 중지를 맞대고 있다.
청동으로 만들어진 점, 얼굴과 신체의 단아하고 사실적인 표현 등에서 고려 후기의 보살양식을 계승하고 있지만 고개를 앞으로 숙인 자세, 단순화된 구슬 장식 등에서 조선 초기인 15세기경에 만들어진 것으로 추정된다.

## 참고 문헌
- 안성청룡사금동관음보살좌상 - 국가유산청 국가유산포털